# Şükrü Gülesin
Şükrü Mustafa Gülesin – all'anagrafe Melaid Gülesin – (Istanbul, 14 settembre 1922 – Istanbul, 10 luglio 1977) è stato un dirigente sportivo, giornalista e calciatore turco, di ruolo attaccante.
Morì per un attacco cardiaco.
Gülesin in turco significa sorridente.

## Caratteristiche tecniche
Iniziò la carriera come portiere ma ben presto si trasformò in attaccante.
Era un giocatore di stazza imponente (191 centimetri per quasi cento chili) ma debole nei contrasti. Era altresì veloce, abile rigorista e specialista nei calci piazzati. Batteva i calci d'angolo "a rientrare" (che per 32 volte trasformò in "gol olimpico") e possedeva un potente tiro: in Palermo-Padova (3-1) del 12 novembre 1950, il portiere avversario Enzo Romano preferì scansarsi durante l'esecuzione di un suo calcio di rigore, per evitare rischi alla propria incolumità.

## Carriera

### Club
Iniziò la carriera in patria. Con il Beşiktaş, allenato fra gli altri da Giuseppe Meazza, vinse sei volte la Lega di Istanbul.
Nella stagione 1950-1951 venne ingaggiato dalla Lazio, per venir subito ceduto in prestito al Palermo. Arriva in città il 7 luglio 1950, firmando un contratto biennale da 5 milioni di lire a stagione. Il rapporto con il Presidente Raimondo Lanza di Trabia fu subito positivo. Con i rosanero esordì nell'ottobre 1950 contro il Milan. Nella sua prima stagione in terra siciliana, giocando centravanti, segnò 13 reti in 28 incontri disputati.
Una sera dell'aprile 1951 venne pedinato all'uscita da un locale e picchiato da tre individui che lo lasciarono a terra sanguinante e privo di sensi. Trovato dalla Polizia, venne portato in ospedale e gli diedero otto punti di sutura in testa (dove fu colpito con una mazza di legno) e due nello zigomo. Il Presidente Raimondo Lanza ed il commissario Pino Guzzardella non ne fecero uno scandalo, ma da quel momento i rapporti con la dirigenza rosanero peggiorarono.
Così ritornò alla Lazio e nonostante i 16 gol in 29 partite, nella stagione 1952-1953 fece ritorno al Palermo, per porre poi fine alla sua avventura italiana.
Tornato in patria, giocò nel Galatasaray nel periodo 1953-1955, vincendo la Lega di Istanbul al secondo anno.
Nella sua carriera ha segnato 226 reti, di cui 32 direttamente da calcio d'angolo.

### Nazionale
Ha vestito 11 volte la maglia della Nazionale turca, segnandovi 4 reti.
Ha giocato in entrambe le partite della sua Nazionale ai Giochi olimpici di Londra del 1948, ovvero gli ottavi di finale contro la Cina (vittoria per 4-0) e i Quarti di finale contro la Jugoslavia dove ha segnato una rete ma la sua squadra è stata eliminata venendo sconfitta per 3-1.

## Dopo il ritiro
Ritiratosi, ha intrapreso la carriera dirigenziale e poi è divenuto un giornalista sportivo.

## Palmarès
- Lega di Istanbul: 7

Beşiktaş: 1940-1941, 1941-1942, 1942-1943, 1944-1945, 1945-1946, 1949-1950
Galatasaray: 1954-1955